# José Moreira
José Filipe da Silva Moreira (* 20. března 1982 Massarelos) je bývalý portugalský fotbalový brankář. Portugalsko reprezentoval v jediném zápase, v roce 2009, byl nicméně součástí mužstva, které získalo stříbrnou medaili na mistrovství Evropy v roce 2004. Ve stejném roce se rovněž zúčastnil olympijských her v Athénách. V národním týmu se mu nepodařilo prosadit (například na úkor Ricarda Pereiry), ačkoli v mládežnických reprezentacích měl na svém kontě 79 zápasů. S Benficou Lisabon, kde v letech 2001–2011 odchytal 112 ligových zápasů, se stal mistrem Portugalska (2004–05). Po odchodu z Benfiky působil ve Swansea City (2011–2012), kde ovšem neodchytal žádný soutěžní zápas, a tak odešel do Omonie Nikósie (2013–2015), kde svou kariéru restartoval. Hrál poté ještě za SC Olhanense (2015–2016), GD Estoril Praia (2016–2018) a CD Cova da Piedade (2018–2019).